# Hôtel de ville de Verdun
L'hôtel de ville de Verdun est le bâtiment qui héberge les institutions municipales de la commune de Verdun depuis 1737.
L'édifice, construit en 1623 dans le style Louis XIII, est acheté par la ville en 1737. Il est classé aux monuments historiques le 12 juillet 1886. Depuis 1925, il abrite également le musée de Guerre créé à l'initiative du député-maire Victor Schleiter.

## Historique
En 1623, Nicolas Japin, commissaire des poudres de l'État, se fait construire un hôtel particulier. À sa mort, l'édifice revient à la marquise de Boudeville.
Le 18 novembre 1737, la ville de Verdun rachète l'édifice pour la somme de 18 000 livres.
En 1865, un bâtiment est rajouté à l'aile gauche de l'hôtel.
Le 12 juillet 1886, l'hôtel de ville est classé aux monuments historiques.
Le 12 septembre 1894, un grave incendie ravage l'édifice. Les travaux de reconstruction s'achèvent en 1898, comme indiqué sur le fronton du corps principal. Le fronton sculpté et un campanile sont ajoutés lors de ces travaux.
Lors des bombardements de la bataille de Verdun de 1916, les pompiers se réfugient dans les sous-sols du bâtiment. 
En 1925, le député-maire Victor Schleiter demande la création d'un musée où seraient exposés des documents relatifs à la Première Guerre mondiale : le musée de Guerre.

## Architecture
L'hôtel de ville est composé d'un corps principal avec deux ailes en équerre. La cour d'honneur donnant sur la rue est fermée par une galerie formant une terrasse. Au sommet du corps principal, il y a un campanile. Le tout est de style Louis XIII, inspiré de l'hôtel de Sully à Paris,.

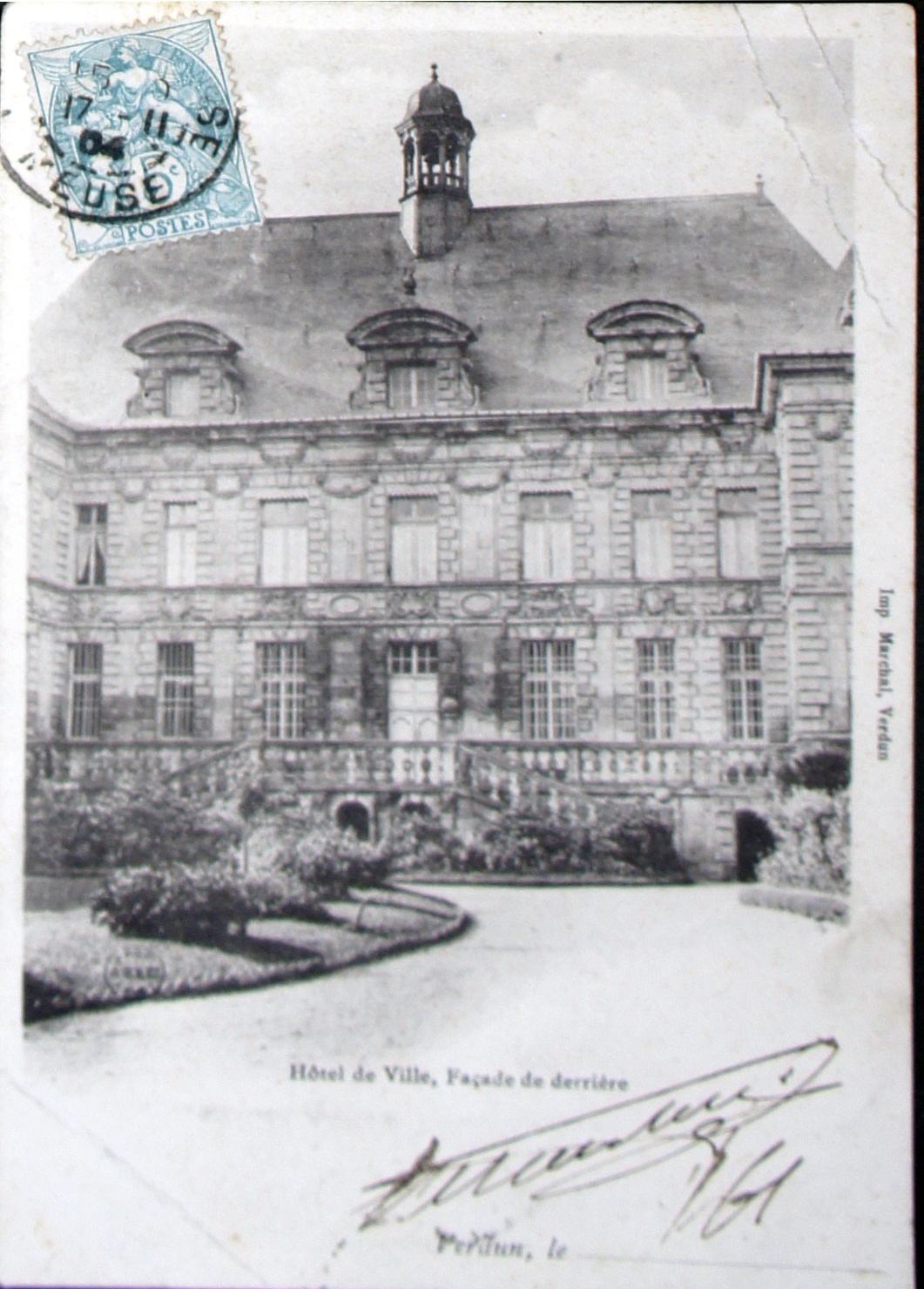
Avant la Première guerre mondiale.

Dans la cour d'honneur, quatre canons du nom de la Marie, le Barbu, la Livie et le Berceau, sont exposés. Ils ont été offerts par le ministère de la Guerre à la ville de Verdun le 23 novembre 1873 pour saluer sa résistance lors d'un siège de 81 jours durant la guerre franco-allemande de 1870,.

## Musée de Guerre
Le musée de Guerre est créé en 1925 à l'initiative du député-maire Victor Schleiter qui cherche un lieu où exposer des documents relatifs à la Première Guerre mondiale. Le musée compte trois salles, :
- la salle des décorations, qui rassemble les 26 médailles françaises et étrangères décernées à Verdun, notamment à la fin de la Première Guerre mondiale. La commune est la ville la plus décorée de France.
- la salle de Verdun et des généraux, où sont exposés des photographies des destructions de la ville et des objets ayant appartenu aux chefs militaires.
- la salle du livre d'or et des villages détruits, où sont exposés les livres d'or des combattants de Verdun ainsi que les diplômes et croix de guerre décernés aux neuf villages français détruits durant la Première Guerre mondiale.

La mairie possède un fanion de commandement qui aurait été fixé au véhicule du général Pétain, responsable de la défense de Verdun. Elle garde également un obus d'une tonne largué par l'aviation allemande dans la nuit du 1er au 2 septembre 1944, en réponse à la libération de la ville le 31 août.